# Медаль имени академика В. П. Макеева Федерации космонавтики России
Медаль имени академика В. П. Макеева Федерации космонавтики России (сокр. — Медаль имени академика В. П. Макеева) — награда Федерации космонавтики России. Учреждена в 1991 году в память академика В. П. Макеева — основателя научно-конструкторской школы морского стратегического ракетостроения СССР и России. Вручается решением Президиума Федерации космонавтики России лицам, внёсшим большой вклад в развитие ракетно-космической техники.

## Основные сведения
Медаль имени академика В. П. Макеева — награда Федерации космонавтики России. Была учреждена Федерацией космонавтики СССР в 1991 году по ходатайству коллектива Конструкторского бюро машиностроения для увековечения памяти о крупном учёном, создателе стратегических ракетных комплексов для Военно-Морского Флота СССР — генеральном конструкторе КБ машиностроения, академике В. П. Макееве.
Награждение производится по решению Президиума Федерации космонавтики России. Медали удостаиваются «учёные, конструкторы, инженеры, лётчики-космонавты и другие лица, внёсшие большой вклад в создание и развитие ракетной и космической техники, в теоретические исследования в этих областях, в проектирование и строительство испытательных объектов для ракетно-космической техники, принимавшие участие в осуществлении запуска ракет и управлении их полётом, в подготовке лётчиков-космонавтов, в пропаганде достижений ракетостроения и космонавтики».
Вручение медали с удостоверением установленного образца производится ежегодно к 12 апреля — ко Дню космонавтики.
По сведениям на 2007, медалью награждены 2149 специалистов Государственного ракетного центра, а также 2086 сотрудников смежных организаций и предприятий.

### Описание

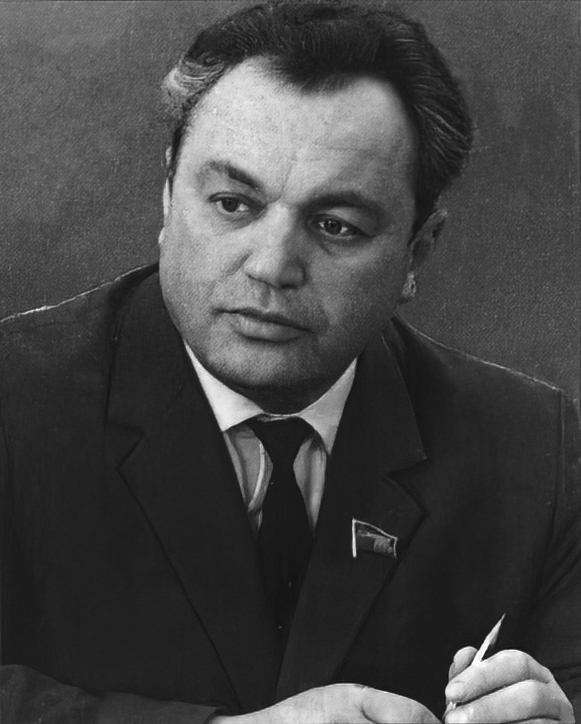
Академик В. П. Макеев

Медаль изготавливается из сплава томпак. Представляет собой круглый диск диаметром 29 мм, толщиной 2 мм.
На лицевой стороне медали нанесено рельефное изображение (в полуанфас) В. П. Макеева в сферическом полированном углублении.
На обратной стороне медали вверху по окружности — надпись: «Академик В. П. Макеев», внизу по окружности — «Федерация космонавтики России», в центре — даты жизни академика В. П. Макеева: «1924—1985 гг.».
Медаль при помощи круглого ушка и кольца соединена с прямоугольной колодкой, которая обтянута синей муаровой лентой шириной 20 мм. Награда носится на правой стороне груди.